# La Cotellerie
 (février 2021).
Si vous disposez d'ouvrages ou d'articles de référence ou si vous connaissez des sites web de qualité traitant du thème abordé ici, merci de compléter l'article en donnant les références utiles à sa vérifiabilité et en les liant à la section « Notes et références ».
L'église du prieuré de la Cotellerie, dédié à sainte Marie, a été construite à Bazougers, de 1989 à 1994, dans une architecture stricte d'inspiration romane.

## Historique
La communauté des Petits-Frères de Marie, Mère du Rédempteur, est la branche masculine de la communauté de la Providence, fondée par Marie de la Croix (Maria Nault)  à Toulouse, le 8 décembre 1939 et déplacée à Saint-Aignan-sur-Roë.
La fondation de cet ordre est confiée au Père Ribet, aumônier de Mère Marie de la Croix, stigmatisée en 1933 et dont l’emblème était le Cœur de Marie couronné d’épines et transpercé d’un glaive.
La communauté prit forme le lundi 9 novembre 1970, par l’arrivée au presbytère de Saint-Aignan sur Roë du premier Petit Frère, Bernard Gallizia, qui accueille rapidement, Pierre le Hérou Kérizel et Joseph Marquet.
De nombreux autres petits frères rejoindront cette première communauté au point de ne plus pouvoir plus être logés dans le presbytère.
Avec l’aide de nombreux amis et donateurs, le Père Ribet acquiert le domaine de la Cotellerie, à Bazougers et la communauté s’y installe le 3 juillet 1971.
Elle atteint rapidement de nombre de 21 petits frères, prédit par Mère marie de la Croix, avec l’arrivée de Jean-François Croizé, sous le nom de Frère Jean-François des Cœurs de Jésus, par ses vœux du 15 août 1971, et actuel Prieur de la communauté.
La reconnaissance par l’église se fera en 1986 par Louis-Marie Billé, évêque de Laval, après le départ de ses deux fondateurs, le Père Ribet, très affaibli, et Bernard Gallizia, qui deviendra prêtre dans l’évêché de Blois.
La communauté des Petits-Frères de Marie, Mère du Rédempteur est aujourd’hui rattachée à la Confédération des chanoines réguliers de Saint Augustin dont elle adopte les règles.

## Premiers membres de la communauté
Premier Petit-Frère prêtre :
Père Ribet, sous le nom de Frère Jean-Marie de la Croix
-Vœux de 1968
Deuxième Petit-frère prêtre :
Père Retailleau, sous le nom de Frère Gérard Marie de la Croix 
Premier Petit-Frère laïc, Maître des novices:
Bernard Gallizia, sous le nom de Frère Bernard Aimé de Marie
-Vœux du 3 novembre 1970
Deuxième Petit-Frère laïc :
Patrice Morisset , sous le nom de Frère Benoit de Marie 
-Vœux du 29 novembre 1970
Troisième Petit-Frère prêtre :
Père Huchet, sous le nom de Frère Pierre-Marie du Christ  
-Vœux du 9 décembre 1970
Troisième Petit-Frère laïc :
Pierre le Hérou Kérizel, sous le nom de Frère Pierre Marie de la Croix
-Vœux du 14 décembre 1970
Quatrième Petit-Frère laïc :
Joseph Marquet, sous le nom de Frère Joseph-Marie de Nazareth
-Vœux du 14 décembre 1970
Quatrième Petit-Frère prêtre :
Père Huchet, sous le nom de Frère Pierre-Marie du Christ
-Vœux du 14 décembre 1970

### Article lié
- Chanoines réguliers de Marie Mère du Rédempteur